# Ensemble archéologique de Mérida
L'ensemble archéologique de Mérida, en Espagne, constitue le plus important site archéologique romain de la péninsule Ibérique. La cité d'Emerita Augusta fut fondée par Auguste en 25 av. J.-C. à l'issue de la campagne d'Espagne. Capitale de la Lusitanie, elle était destinée à recevoir les vétérans de deux légions romaines engagées aux côtés de l'Empire romain lors des guerres cantabres : la Legio V Alaudae et la Legio X Gemina.
Jusqu'à la chute de l'Empire romain d'Occident, Emerita Augusta — l'actuelle Mérida — constitua un centre économique, juridique, militaire et culturel de l'Empire. Son rayonnement était tel qu'Ausone la définit comme la neuvième cité la plus importante du monde romain.
Les importants vestiges archéologiques parvenus jusqu'à nous témoignent de la vitalité de cette cité. Le théâtre, l'amphithéâtre, mais aussi l'aqueduc, figurent parmi les réalisations majeures du génie architectural de la civilisation romaine en Espagne.
En 1986 fut inauguré le musée national d'Art romain de Mérida, conçu par l'architecte Rafael Moneo.
En 1993, l'ensemble fut inscrit sur la liste du patrimoine mondial de l'UNESCO.

## Monuments

### Théâtre

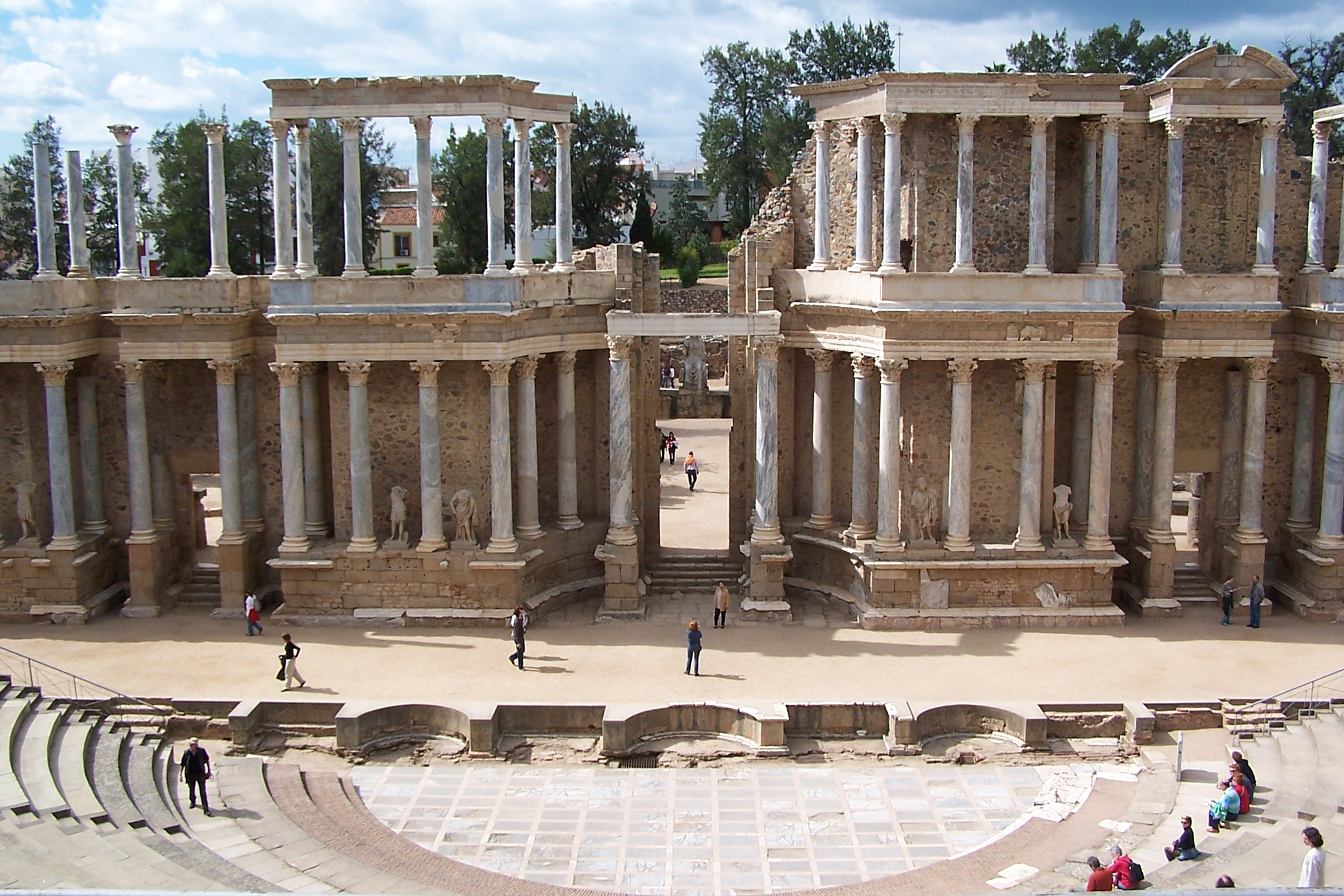
Scène du théâtre romain de Mérida

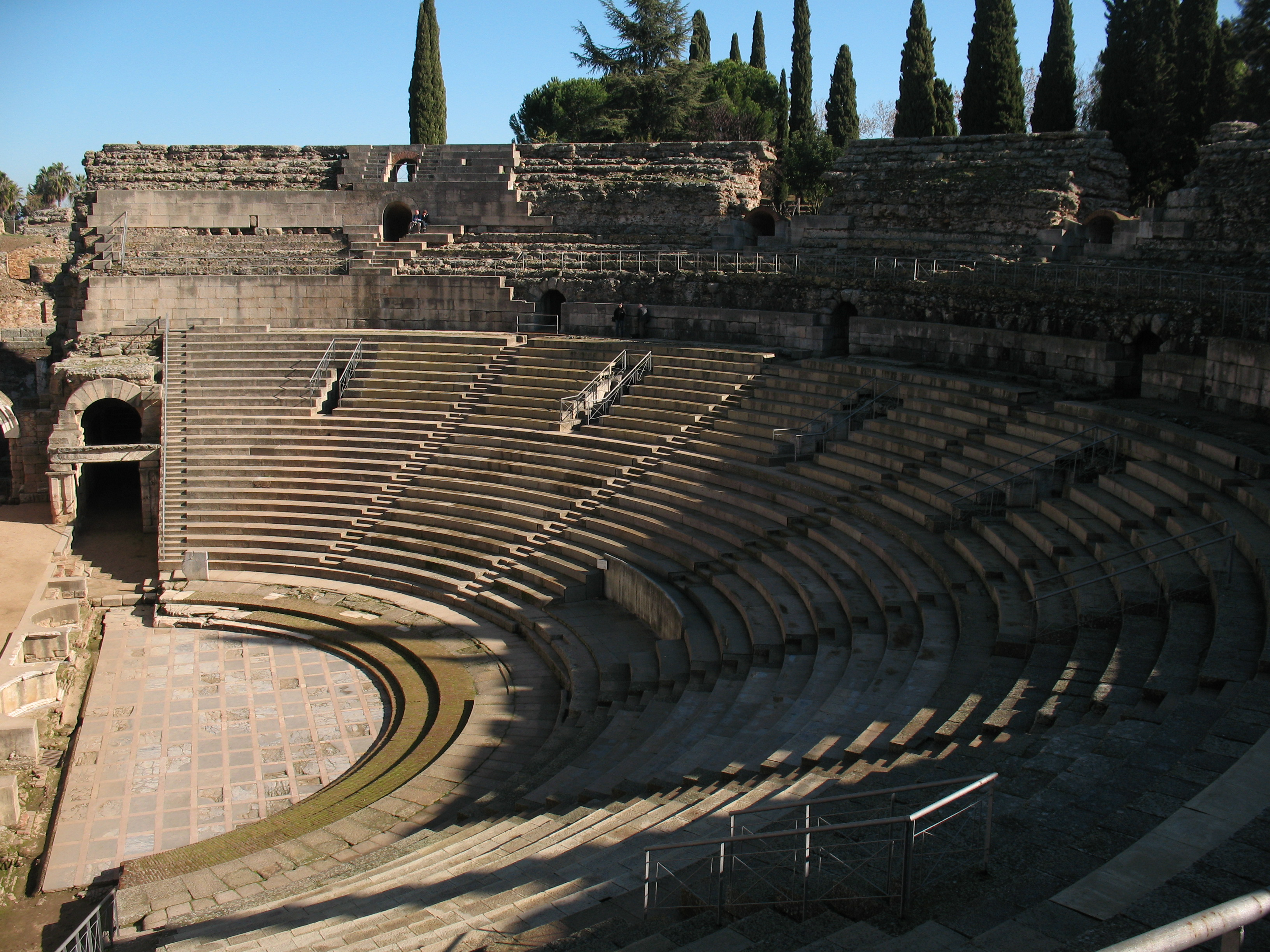
Gradins du théâtre

Le théâtre a été construit à la demande du consul Marcus Vipsanius Agrippa et inauguré entre les années 16 et 15 av. J.-C. d’ une capacité d’environ 6 000 spectateurs, il est adossé à la colline San Alban (point culminant de la ville) dont l’inclinaison donnait une acoustique excellente. Il est resté enfoui jusqu’au XXe siècle mais est à nouveau utilisé pour sa fonction d’origine et donne lieu à d’importants festivals de théâtre, de musique classique et à d’autres manifestations artistiques.
Son plan reste classique : une orchestra, la scène, un mur de scène et un hémicycle de gradins en pierre. Entre l’orchestra et les gradins, on trouve trois bancs, plus spacieux que le reste des places, bancs a priori réservés aux personnes de haut rang, comme les magistrats. Les gradins sont divisés en trois parties : basse, moyenne et haute. Il s’agit vraisemblablement, là encore, d’une division des classes sociales. On peut également distinguer les vomitoires situés entre les parties basse et moyenne.
La scène est beaucoup plus somptueuse. Le mur de scène est presque triomphal, comme la plupart des monuments romains. Il se compose de deux niveaux d’élévation (à partir de la scène), tous deux porteurs de colonnades. Différence notable avec d’autres monuments romains comme le Colisée, elles ne sont pas surmontées d’arcades mais d’une architrave. Le premier niveau met en scène des statues représentant des hommes en armure ou en toge. Peut-être des guerriers illustres ou des empereurs divinisés. Trois ouvertures permettent l’accès à la scène aux acteurs, deux latérales et une centrale qui donne sur un grand péristyle. Au-dessus de cette entrée centrale est installée la statue d’une femme, vraisemblablement une déesse, Vénus ou Cérès.
Le théâtre est fortement inspiré par l’ordre corinthien, notamment par les chapiteaux ainsi que par les tores et les scoties. La cimaise du fronton (arrondi) au second niveau comporte une frise. Les colonnes semblent être faites de marbre comme le stylobate du second niveau, mais on note aussi l’utilisation d’une brique rose ainsi que de simples pierres pour le fond du mur. La différence de couleur par endroits, comme sur le corps le plus à droite, suggère des restaurations visibles.

### Amphithéâtre

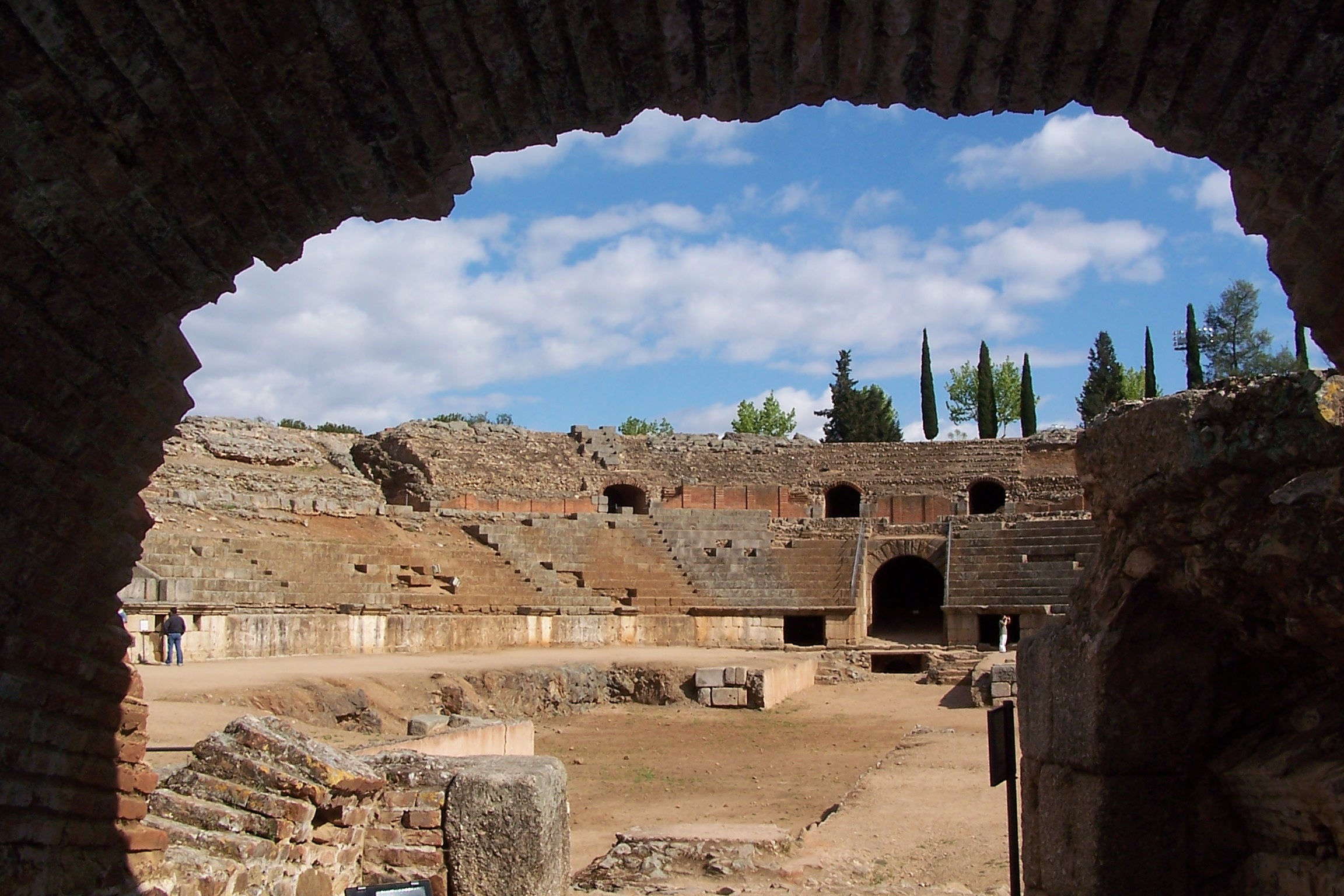
Amphithéâtre de Mérida

L'amphithéâtre fut inauguré en 8 av. J.-C. sous le règne de l'empereur Auguste. Il était situé juste à côté du théâtre de Mérida. Le plan de ses gradins est tout à fait similaire à celui du théâtre mais ses dimensions sont tout autres. L’amphithéâtre mesure 126 mètres de grand axe, 65 mètres de petit axe et peut accueillir presque 15 000 personnes à travers ses 26 vomitoires, soit proportionnellement plus que le Colisée de Rome.

### Cirque

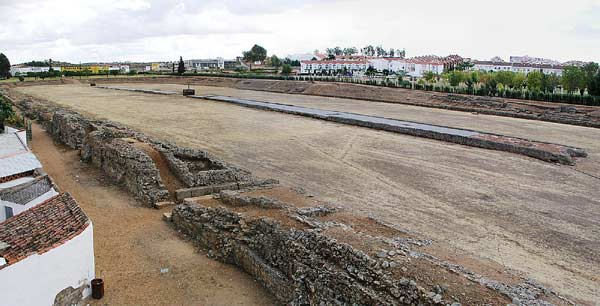
Cirque romain de Mérida

Avec ses 400 mètres de longueur et ses 100 mètres de largeur, le cirque romain de Mérida était le plus vaste édifice de spectacle de la cité. Il jouissait, avec l'amphithéâtre, des faveurs d'un public plus porté sur les émotions fortes que sur les œuvres théâtrales. En raison de ses dimensions, il se trouvait en dehors de l'enceinte fortifiée, à proximité de la chaussée qui reliait Emerita Augusta à Corduba et la Tolletum.
.
Vraisemblablement construit au début du Ier siècle sous Tibère, le cirque disposait d'une capacité de 30 000 places, réparties en gradins (divisés en cavea, qui permettaient de distinguer la population selon les origines sociales). Le complexe dispose d'une piste où se déroulaient les compétitions. Au centre de cette piste se trouve un mur, la spina, d'une longueur de 223 mètres et d'une largeur de 8,5 mètres. Il était décoré de monolithes et de sculptures votives. Les spectacles qui s'y déroulaient étaient des courses de chars, qui constituaient une des attractions favorites des spectateurs de l'Empire. Dirigeant des attelages de deux (biges) ou quatre chevaux (quadriges), les auriges jouissaient d'un certain succès : nombre d'entre eux sont représentés sur des peintures ou des mosaïques.
Le cirque de Mérida est aujourd'hui un des mieux conservés du monde romain. Un centre d'interprétation a été aménagé afin de permettre d'en saisir le fonctionnement et la structure.

### Temple de Diane

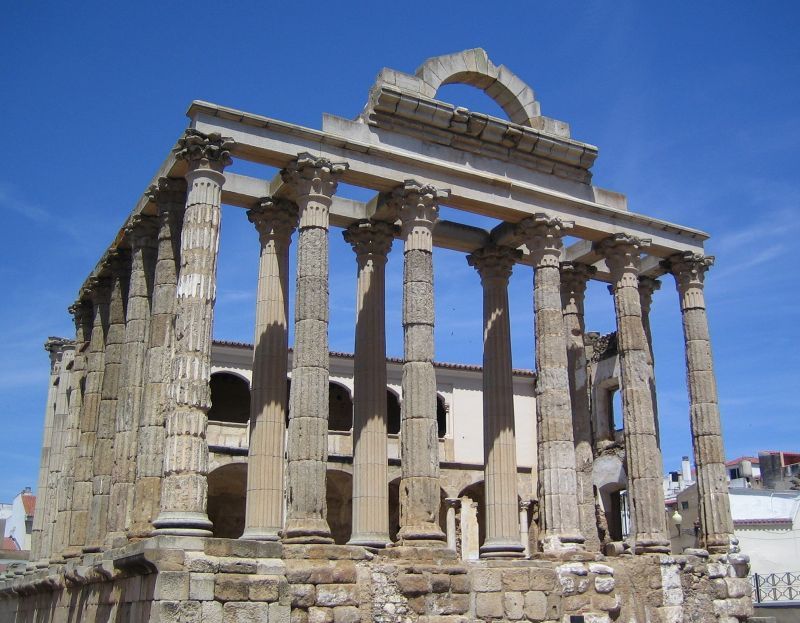
Le Temple de Diane vue latérale et frontale

Le temple de Diane, situé dans le forum municipal, a été largement reconstitué à l'aide d'éléments incorporation au palais du comte de los Corbos, de style Renaissance, dont subsistent quelques vestiges à l'intérieur même du temple. Il est aujourd'hui connu sous son invocation à Diane, déesse de la chasse dans la mythologie romaine. Il n'en était pourtant rien à l'époque. Ce lieu était en réalité voué au culte impérial.
Sa construction remonterait à la fin du Ier siècle av. J.-C., voire au début du Ier siècle, à l'époque de l'empereur Auguste. Le plan est rectangulaire, entouré de colonnes, sa façade orientée vers le forum. Celle-ci était formée de six colonnes surmontées d'un fronton.
Le temple est d’ordre corinthien. On aperçoit des 
tores et scoties à la base des colonnes et des chapiteaux avec des feuilles d'acanthe qui surmontent des colonnes à fûts cannelés, peut-être en granite. Au-dessus de l’architrave apparaît une seconde bande, vraisemblablement le support d’une frise. Enfin, on peut remarquer que le temple ne respecte pas l’alignement de colonnes (n / 2n + 1) du temple grec.

### Arc de Trajan

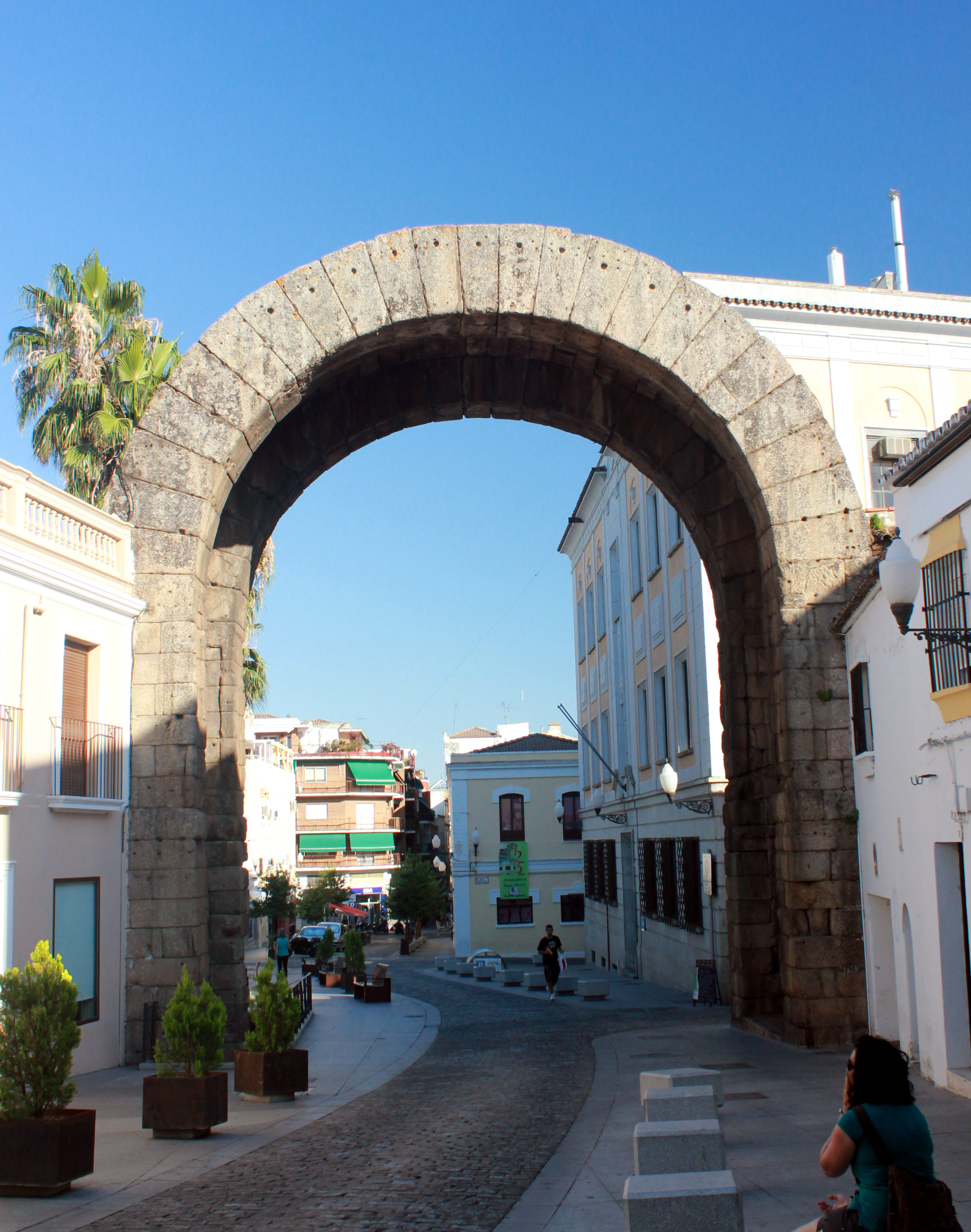
Arc de Trajan

Le monument traditionnellement appelé « arc de Trajan » n'est probablement pas un arc de triomphe, mais plutôt une entrée monumentale du forum romain. L'inscription commémorative est perdue, mais les historiens modernes s'accordent à le dater de l'époque de Tibère (Ier siècle).
La porte, située sur le cardo maximus, séparait le forum provincial du forum municipal.
L'arc, construit en granite, était revêtu de marbre, aujourd'hui disparu. Il mesure 13,97 mètres de haut pour une largeur de 8,67 mètres.

### Ponts romains
Deux ponts routiers romains font partie de l'ensemble archéologique de Mérida. 

#### Pont sur le Guadiana

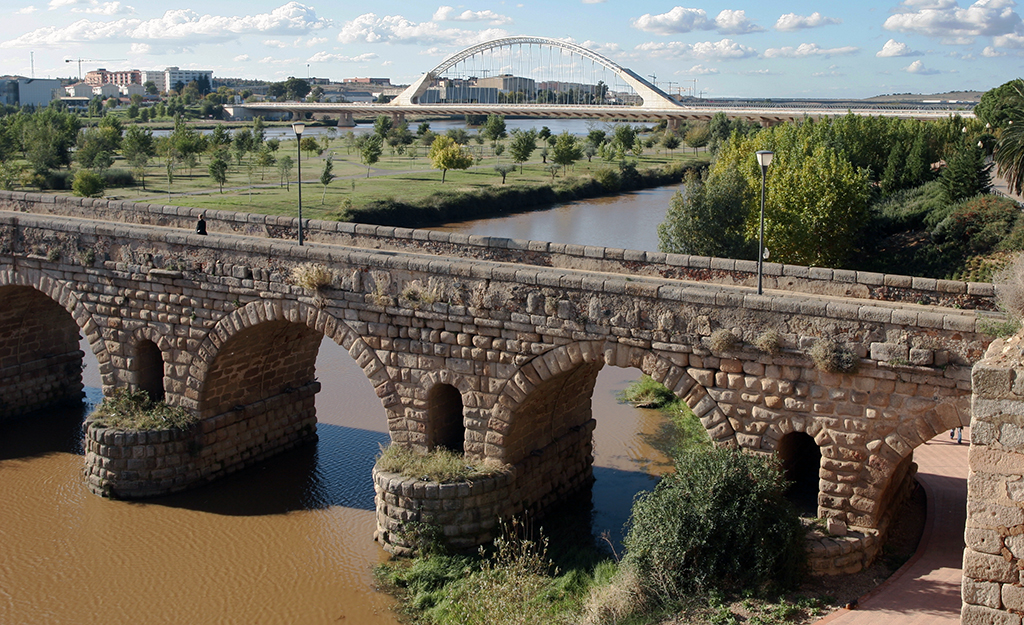
Pont romain de Mérida

Le pont romain sur le Guadiana se trouvait sur le tracé du Decumanus maximus, une des principales artères de la ville. Il marquait l'entrée dans la cité par le sud-ouest. C’est le plus ancien monument romain subsistant à Mérida. Sa construction commença dès la fondation de la cité, dans un but stratégique : il devait permettre la défense de la ville et de sa région environnante.
Le pont est composé d'une structure en béton et d’un parement de blocs de granite. Il compte soixante arches réparties sur une longueur de 792 mètres qui placent le pont de Mérida parmi les plus longs ponts romains connus. L'emplacement du pont fut minutieusement choisi, sur un gué qui comporte un îlot central, partageant le fleuve en deux bras. Le pont d’originae était composé de deux segments qui se rejoignaient au niveau de l'île sur laquelle était érigé un grand avant-bec qui fut remplacé au XVIIe siècle par plusieurs arcs, après qu'une crue eut emporté une partie de la structure en 1603.

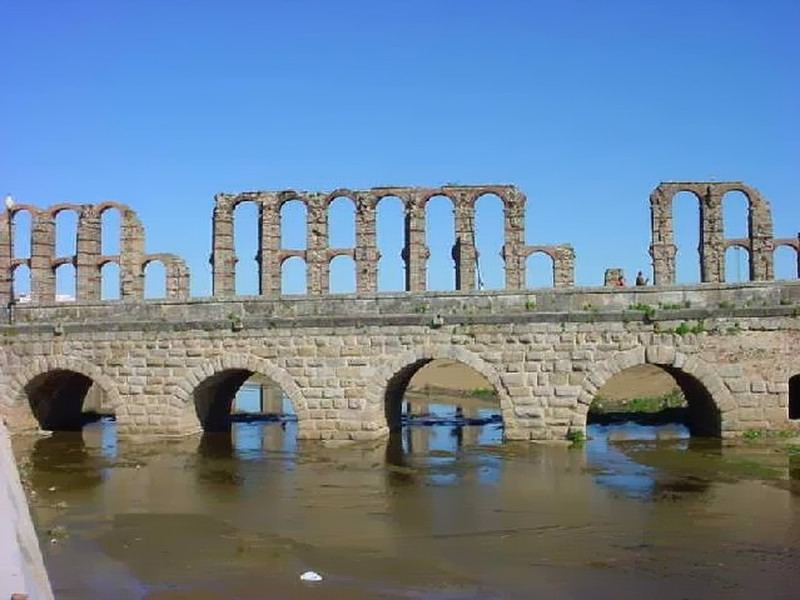
Le pont romain sur l'Albarregas, devant l'aqueduc des Miracles.

#### Pont sur l’Albarregas
Le second pont romain enjambe l'Albarregas au nord à la sortie du cardo maximus en parallèle de l’aqueduc des Miracles et fait la jonction avec la Via de la plata.

### Aqueducs romains
L'aqueduc des Miracles fait partie de la conduite (ou aqueduc) qui acheminait l'eau à Emerita Augusta depuis le Réservoir de Proserpine, situé à 5 km de la ville. L'eau parvenait à un castellum (bassin de décantation) situé dans l'actuel quartier de Santa Eulalia (les ruines en sont encore visibles). De là s'élançait le pont sur 827 mètres, jusqu'au castellum terminal du Cerro de El Calvario, après avoir traversé la vallée de l'Albarregas, qu'il surplombe à une hauteur maximale de 25 mètres. Il fut érigé au début du Ier siècle en associant la pierre et la brique. Les piliers, de 3 mètres de côté sont reliées par des séries de trois arcs en plein-cintre en brique superposés. Sur les arcs supérieurs reposait le canal d'acheminement de l'eau.
L'ouvrage est parvenu à nous dans un bon état de conservation. La tradition populaire veut qu'il tienne son nom de l'étonnement des habitants de Mérida face à la robustesse d'une œuvre si ancienne, phénomène qu'ils tenaient pour miraculeux. 50 piliers sont encore debout, plus ou moins détériorés. Les vestiges du castellum du Cerro del Calvario furent découverts au début des années 1970. La chronologie de l'aqueduc a été largement débattue. Il semble désormais admis que l'ouvrage fut bâti sous Auguste.
L'aqueduc de Rabo de Buey fut lui aussi construit à l'époque romaine. Les canalisations s'étendent sur environ 4 km. Elles empruntent sur certains segments des galeries souterraines pouvant atteindre 2,5 mètres de hauteur, et dotées d'un système d'aération et d'escaliers réparties régulièrement sur toute la longueur de l'aqueduc. Ces infrastructures sont bien conservées. Il ne subsiste en revanche quasiment rien de l'ouvrage qui permettait de traverser la vallée de l'Albarregas sur près d'un kilomètre. Seuls trois piliers et quelques rares arcs laissent demeurer le souvenir de cette grandiose construction.

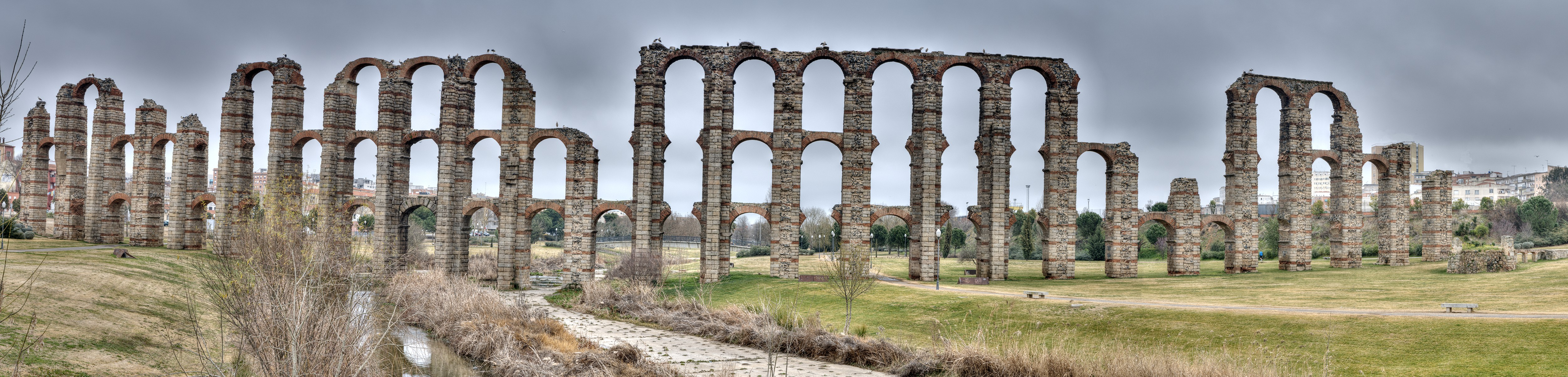
L'aqueduc des Miracles

### Domus du mithraeum et mithraeum

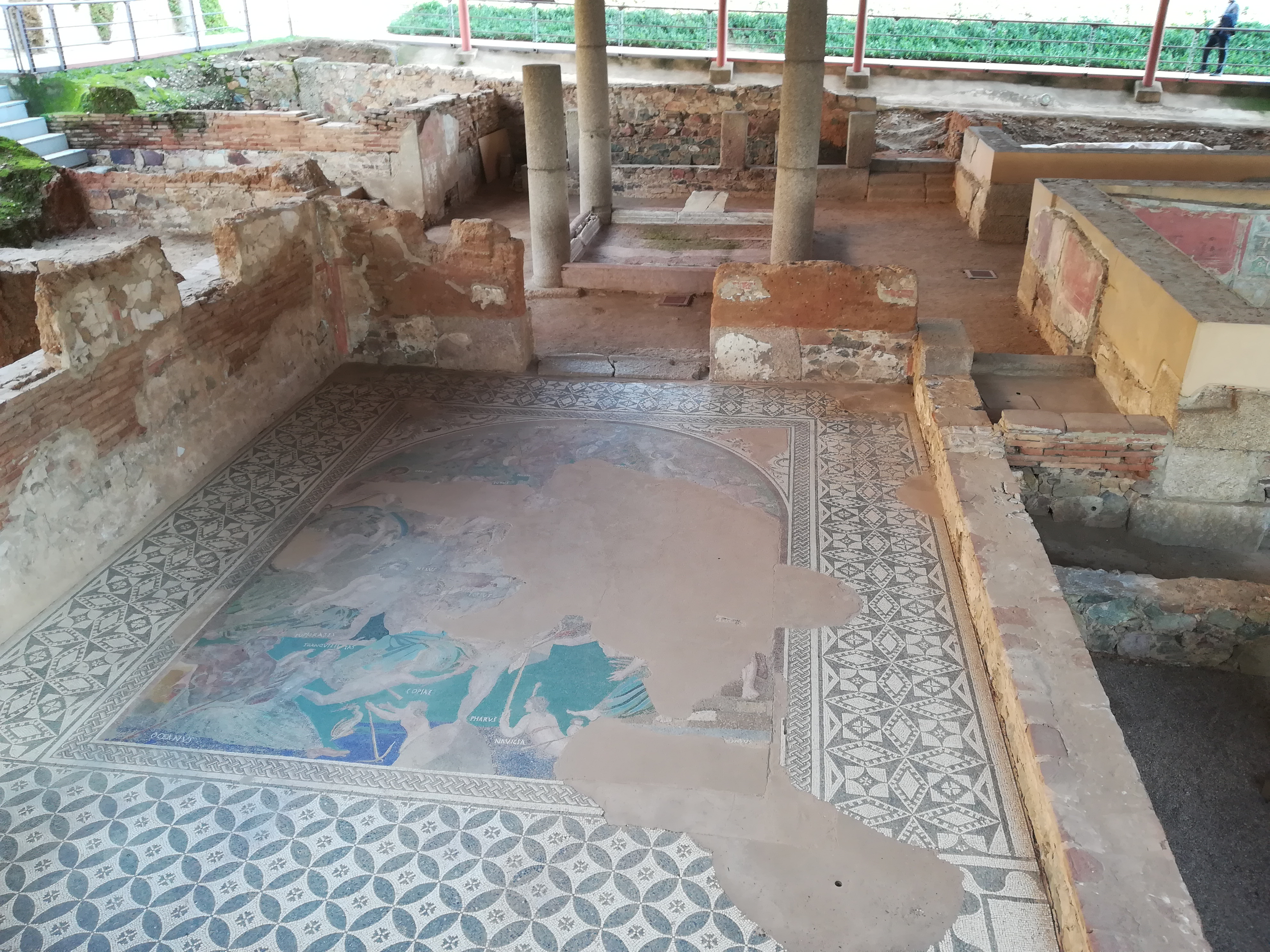
Casa del Mitreo

Cette domus, désignée comme Casa del Mitreo,fut trouvée par hasard au début des années 1960. Elle se situe sur le flanc gauche de la colline de San Albín. Tout l'édifice était bâti en maçonnerie, renforcée de pierres de taille aux angles. Les éléments les plus remarquables sont le péristyle, entourant le jardin intérieur, mais surtout la célèbre mosaïque cosmogonique. Cette dernière est une représentation allégorique des éléments de la nature (rivières, vents…) présidée par la figure d'Éon. Les études archéologiques et la volonté d'ouvrir ce site à la visite ont amené à la pose d'une toiture.

### Sources
- (es) Cet article est partiellement ou en totalité issu de l’article de Wikipédia en espagnol intitulé « Mérida (España) » (voir la liste des auteurs).